# Таганрогское викариатство
Таганро́гское викариа́тство — викариатство Ростовской епархии Русской Православной Церкви.

## История

### Учреждение Таганрогского викариатства
Активное освоение Приазовья русскими началось в конце XVII века. В 1696 году войсками Петра I был взят Азов, а в 1698 основана Троицкая крепость, будущий город Таганрог. В 1700 году была учреждена Азовская епархия, но уже в 1703 году упразднена, а управление передано в Воронежскую епархию. 9 сентября 1775 года Таганрогский округ вошёл во вновь учреждённую Славянскую и Херсонскую епархию, которая с 1786 стала носить название Екатеринославской.
В 1886 году города Таганрог, Ростов и ряд более мелких населённых пунктов, входившие до этого в Екатеринославскую губернию, были присоединены к Области Войска Донского. Естественно было ожидать смены и епархиального начальства. Однако, этого не произошло, а посланное в Святейший Синод прошение было проигнорировано. В 1898 году прошение о передачи Таганрога и Ростова в Донскую епархию подало Главное Управление Казачьих войск. В 1908 году тот же вопрос подняла Таганрогская городская Дума. Поводом для прошения была значительная удалённость богатого портового города от епархиального центра (около 400 вёрст). Однако ни духовенство Таганрога, ни епархиальный съезд в Екатеринославе инициативу не поддержали. В 1909 году новый донской архиерей архиепископ Владимир подал в Святейший Синод представление о присоединении Таганрога и Ростова к Донской епархии, предложив в дальнейшем учредить особую викарную кафедру. В 1910 году уже екатеринославский владыка Симеон предложил образовать викарную кафедру. Так как Ростов не был готов принять правящего архиерея, а Таганрог обещал выделить для этого необходимые средства и предоставить дом для устройства управления, то в качестве центра викариатства был выбран Таганрог. 1 апреля 1911 года Таганрогское викариатство Екатеринославской епархии было учреждено.

### Период до революции 1917 года
Викариатство было поместным. В Таганроге был устроен архиерейский дом с Крестовоздвиженским крестовым храмом. Городская Дума Таганрога выделила для него один из лучших домов (ныне — ул. Чехова, 129) и взяла на себя расходы по содержанию Таганрогского викариатства. С 4 апреля 1913 года викариатство именовалось Таганрогским и Приазовским.
Несколько позже, в конце 1912 года таганрогские власти и руководство Области Войска Донского предприняло попытку преобразовать таганрогское викариатство в Приазовскую епархию, в которую помимо Таганрога и Ростова должны были войти Мариуполь, Бердянск, Азов с уездами и округами. Святейший Синод инициативу не поддержал
Первым епископом Таганрогским стал Санкт-Петербургский архимандрит Феофилакт (Клементьев). Его хиротония состоялась 24 апреля 1911 года. В апреле 1913 года епископ Феофилакт был переведён на викарную Слуцкую кафедру Минской епархии, а на его место назначен бывший епископ Херсонский Иоанн (Поммер). Епископ Иоанн уделял большое внимание не только духовно-нравственному окормлению своей паствы, но и заботе о её социальных нуждах, выступал третейским судьёй в спорах между рабочими и работодателями, за что пользовался популярностью у своей паствы. С началом войны занимался проблемами беженцев из оккупированной немцами Галиции, занимался устройством школ и приютов для беженцев.

### Революция и гражданская война

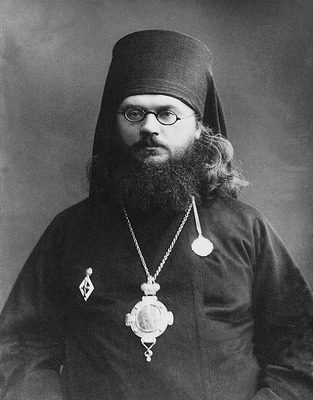
Епископ Таганрогский Арсений (Смоленец)

После февральской революции 17-го года к власти в Таганроге пришли большевики и эсеры. Популярный епископ вызывал раздражение представителей новой революционной власти, которые искали поводов для его дискредитации. Чтобы положить конец доносам и клевете, епископ сам потребовал суда. Присланный из Петрограда член Синода митрополит Платон не нашёл в действиях епископа ничего предосудительного и дал о нём самый благоприятный отзыв. В свою очередь верующие для охраны своего владыки из рабочих и солдат создали добровольческий отряд, чем окончательно поставили революционные власти в нелепое положение. Желая сохранить лицо, представители исполкома вынуждены были просить епископа на время уехать из города, обещая гарантии его свободного возвращения в будущем. Епископ отправился в Москву, сопровождаемый большой делегацией верующих, которые были готовы бороться за своего епископа. Однако из-за начавшейся гражданской войны епископ Иоанн в Таганрог вернуться не смог, и вскоре был поставлен архиепископом Пензенским и Саранским. 7 сентября епископом Таганрогским и Приазовским был поставлен Арсений (Смоленец).
В январе 1919 года в Таганроге обосновалась Ставка Главнокомандующего Вооружёнными силами Юга России генерала А. И. Деникина. Епископ Арсений поддерживал тесные отношения с главнокомандующим.
В мае 1919 года по инициативе протопресвитера армии и флота Георгия Шавельского, находившегося при ставке главнокомандующего, для организации временного высшего церковного управления был созван Юго-Восточный русский церковный Собор, проходивший в Ставрополе. Решением собора от 22 мая 1919 года Таганрогское и Приазовское викариатство было преобразовано в самостоятельную епархию, которая стала носить наименование Ростовской и Таганрогской. Центром епархии стал г. Ростов-на-Дону. Правящим архиереем вновь созданной епархии стал таганрогский викарий Арсений (Смоленец). В новую епархию вошли пять округов бывшего викариатства. Предложение о расширении границ епархии было отклонено.
С первых дней существования обновленческого раскола в Таганроге была организована довольно сильная оппозиция как в лице настоятеля Успенского собора протоиерея Александра Юшкова, так и со стороны монашеской общины епископа Арсения (Смоленца), возглавляемой архимандритом Иосифом (Черновым).

### Послереволюционный период

Епископ Таганрогский
Иосиф (Чернов)

По указу Патриаршего местоблюстителя митрополита Сергия (Старгородского) 27 ноября 1932 года Таганрогское викариатство было восстановлено уже как викариатство Ростовской епархии. Епископом был поставлен архимандрит Иосиф (Чернов), который ещё в 1927 году был назначен к таганрогскому храму Св. Николая. Новый епископ был пострижеником бывшего таганрогского викария Арсения.
27 августа 1935 года владыка Иосиф был арестован НКВД и отправлен на 5 лет в Ухтпечлаг. По истечении срока заключения владыка Иосиф вернулся в Таганрог, к месту своего служения. Здесь он пережил оккупацию, продолжая нести своё пастырское послушание. Во время оккупации в городе действовало 4 храма. После освобождения города по благословению епископа Таганрогского верующие собрали почти 80 тыс. рублей в помощь фронту. Однако после окончания войны владыка был арестован «за связи с гитлеровцами».
Впоследствии кафедра более не замещалась.

### Современное состояние

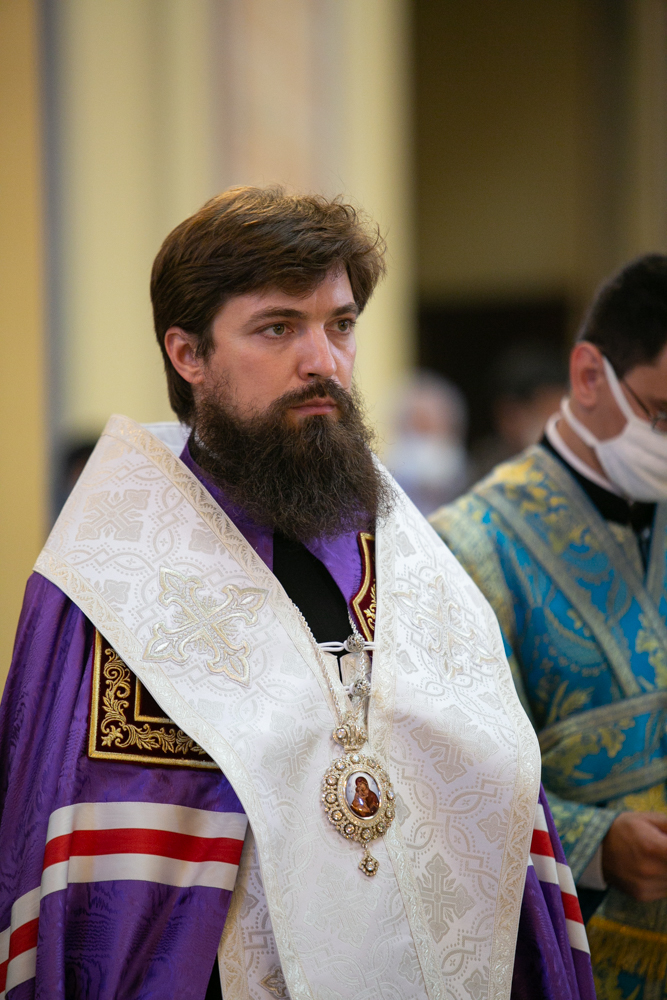
Епископ Артемий (Кузьмин)

11 марта 2020 года Священный Синод Русской православной церкви, заслушав рапорт митрополита Ростовского и Новочеркасского Меркурия о необходимости иметь викарного архиерея и постановили викарием Ростовской епархии с титулом «Таганрогский» избрать иеромонаха Артемия (Кузьмина), клирика Ростовской епархии (журнал № 10).

## Епископы
Таганрогское викариатство Екатеринославской епархии
- Феофилакт (Клементьев) (24 апреля 1911 — 4 апреля 1913)
- Иоанн (Поммер) (4 апреля 1913 — 7 сентября 1917)
- Арсений (Смоленец) (7 сентября 1917 — 24 мая 1919)

Таганрогское викариатство Ростовской епархии
- Иосиф (Чернов) (27 ноября 1932 — конец 1943)
- Артемий (Кузьмин) (28 августа 2020 — н.в.)